# Tadeusz Szumiata
Tadeusz Szumiata (ur. 2 maja 1970 w Oświęcimiu) – polski fizyk, doktor habilitowany, profesor nadzwyczajny Uniwersytetu Technologiczno-Humanistycznego im. Kazimierza Pułaskiego w Radomiu.

## Życiorys
W 1989 został absolwentem Liceum im. Jana Kochanowskiego w Radomiu, a w 1994 ukończył studia na Wydziale Fizyki Uniwersytetu Warszawskiego. 9 maja 2002 uzyskał stopień naukowy doktora nauk fizycznych, broniąc rozprawę pt. Magnetostrykcja powierzchniowa w układach nanokrystalicznych i w cienkich warstwach w Instytucie Fizyki Polskiej Akademii Nauk w Warszawie. Z początkiem czerwca tego samego roku został zatrudniony jako adiunkt w Katedrze Fizyki Politechniki Radomskiej im. Kazimierza Pułaskiego. W 2005 odbył kilkutygodniowy staż postdoktorski na Wydziale Inżynierii Materiałowej na Uniwersytecie w Sheffield. Podjął współpracę z kilkoma zagranicznymi wydziałami uniwersyteckimi. 15 lipca 2011 uzyskał stopień doktora habilitowanego nauk fizycznych na Uniwersytecie Pavla Jozefa Šafárika w Koszycach, na podstawie rozprawy Selected size effects in magnetic nanocrystalline systems and thin layers. 1 grudnia tego samego roku został profesorem nadzwyczajnym Politechniki Radomskiej (od 2012 funkcjonującej jako Uniwersytet Technologiczno-Humanistyczny im. Kazimierza Pułaskiego w Radomiu).
Jest autorem trzydziestu kilku publikacji w czasopismach naukowych. Zajmuje się popularyzacją fizyki wśród młodzieży, a także organizacją festiwali muzyki klasycznej. Działa również na rzecz niepełnosprawnych, ponadto zasiada w zarządzie drużyny futbolu amerykańskiego Green Ducks Radom.
W 2014 należał do Polski Razem Jarosława Gowina i był jej kandydatem w wyborach do Parlamentu Europejskiego, po których wystąpił z partii.
Jest żonaty, ma syna Krzysztofa.
Odznaczony Brązowym (2004) i Srebrnym (2016) Krzyżem Zasługi.